# 陶氏石首魚屬
陶氏石首魚屬（學名：Taosciaena）是一屬已滅絕的石首魚科魚類，化石出土於台灣新北市樹林區，該屬的模式標本是耳石化石。

## 詞源
屬名取自台灣古生物學家陶錫珍加上石首魚屬（學名：Sciaena）結合而成。